# Trudoliubivka, Bobrîneț
Trudoliubivka (în ucraineană Трудолюбівка) este un sat în comuna Solonțiuvatka din raionul Bobrîneț, regiunea Kirovohrad, Ucraina.

## Demografie
Componența lingvistică a localității Trudoliubivka
     Ucraineană (94,31%)
     Rusă (4,88%)
     Alte limbi (0,81%)
Conform recensământului din 2001, majoritatea populației localității Trudoliubivka era vorbitoare de ucraineană (94,31%), existând în minoritate și vorbitori de rusă (4,88%).